# Општина Партештиј де Жос (Сучава)
Партештиј де Жос (рум. Părteştii de Jos) општина је у Румунији у округу Сучава.
Oпштина се налази на надморској висини од 457 m.